# Roberto Rogel
Roberto Domingo Rogel (Mendoza, Argentina; 20 de julio de 1944), es un exfutbolista  y exentrenador argentino de fútbol.
Comenzó su carrera como profesional en el club Gimnasia y Esgrima de Mendoza para luego pasar al club Gimnasia y Esgrima La Plata en donde se mantuvo un total de 4 años. 
Fue transferido al Club Atlético Boca Juniors en el año 1968 y se mantuvo ahí hasta el año 1975, integrando las filas del equipo «xeneize» durante 7 años. En el club de la ribera conquistó 3 títulos. Los Torneo Nacional de 1969 y 1970 y la Copa Argentina en su primera edición de 1969. Se caracterizaba por su enorme temperamento y un gran cabezazo
Formó una recordada dupla central en la defensa con el también defensor peruano Julio Meléndez Calderón, con quien compartía características casi opuestas.
Continuó su carrera en Tigres UANL, Rosario Central para retirarse en el Deportivo Cali colombiano. 

## Trayectoria

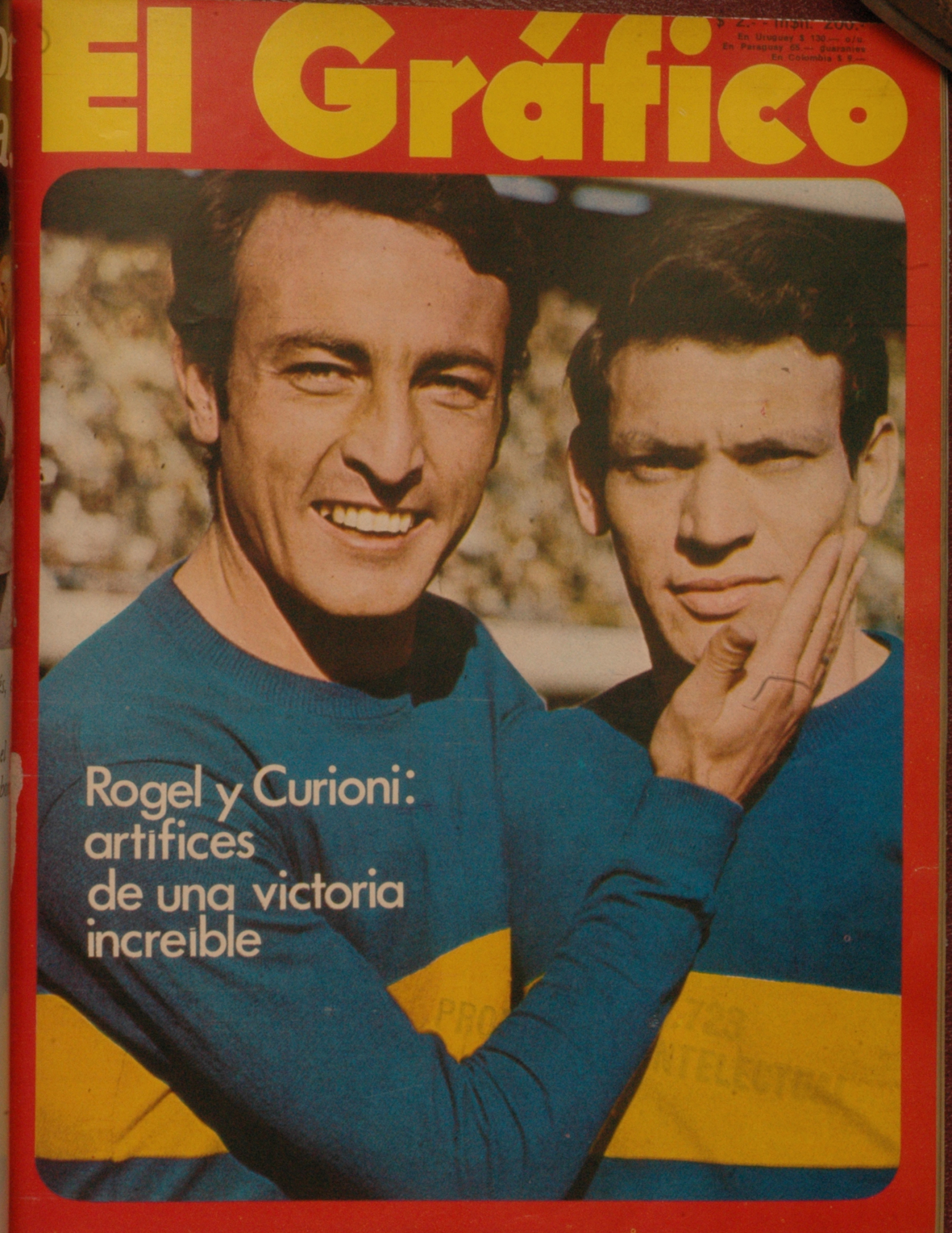
Rogel y Curioni (Boca) en 1972.

### Como entrenador
1979: Club Atlético San Lorenzo de Almagro
Técnico Alterno Profesional. Supervisor del fútbol amateur.
1980/82: Quilmes Atletic Club
“Sub-Campeón” Primera “A“.
1983/84: Club Atlético Vélez Sarsfield
3.ª posición Primera “A”.
1984/85: Club Atlético San Lorenzo de Almagro
4.ª posición Primera “A”.
1985/86: Quilmes Atletic Club
3.ª posición Primera “B”.
1987/88: Club Deportivo Italiano
10.ª posición Primera “A”.
1989/90: Club Atlético Lanús
Subcampeón Primera “B”.
1991/92: Club Atlético Vélez Sarsfield
3.ª posición Primera “A”.
1993/94: Club Atlético Rafaela
Nacional “B”. Clasificado octogonal de Ascenso.
1996/97: Club Atlético Atlanta
Nacional “B”.
1999/00: Deportivo Español
Primera “A” convocado para salvarlo del descenso.
“logró el objetivo”.

### Comoeducador
1989/2005: Profesor de la materia Técnica - Táctica y trabajos de campo, de la
escuela de Técnicos “Adolfo Pedernera" dependiente de A.T.F.A., Asociación de
Técnicos del Fútbol Argentino y del Ministerio de Cultura y Educación de la
Nación Argentina.
Egresaron entre otros, el Cuerpo Técnico de la Selección Argentina, mundial Francia “98”.
Año 2011: Actualmente ejerce como profesor de la materia Técnica - Táctica en el Instituto Superior Crónica.

## Clubes
| Club                    | País      | Año               |
| ----------------------- | --------- | ----------------- |
| Gimnasia y Esgrima (M)  | Argentina | 1961-1963         |
| Gimnasia y Esgrima (LP) | Argentina | 1963-1967         |
| Boca Juniors            | Argentina | 1968-1975         |
| Tigres UANL             | México    | 1975-1976 Campeón |
| Rosario Central         | Argentina | 1976              |
| Deportivo Cali          | Colombia  | 1976-1977 Campeón |

## Estadísticas
Datos actualizados al fin de la carrera deportiva.
| Gimnasia y Esgrima La Plata Argentina |               |               |     |    |    |    |    |     |     |    |
| 1.ª | 1963          | 10            | 1   | -  | -  | -  | -  | 10  | 1   |    |
| 1.ª | 1964          | 16            | 0   | -  | -  | -  | -  | 16  | 0   |    |
| 1.ª | 1965          | 28            | 0   | -  | -  | -  | -  | 28  | 0   |    |
| 1.ª | 1966          | 38            | 0   | -  | -  | -  | -  | 38  | 0   |    |
| 1.ª | M-1967        | 20            | 0   | -  | -  | -  | -  | 20  | 0   |    |
| Total club | Total club    | 112           | 1   | 0  | 0  | 0  | 0  | 112 | 1   |    |
| Boca Juniors Argentina |               |               |     |    |    |    |    |     |     |    |
| 1.ª | M-1968        | 14            | 0   | -  | -  | -  | -  | 14  | 0   |    |
| 1.ª | N-1968        | 15            | 0   | -  | -  | -  | -  | 15  | 0   |    |
| 1.ª | M-1969        | 20            | 3   | 10 | 0  | -  | -  | 30  | 3   |    |
| 1.ª | N-1969        | 17            | 2   | -  | -  | -  | -  | 17  | 2   |    |
| 1.ª | M-1970        | 15            | 1   | -  | -  | 7  | 0  | 22  | 1   |    |
| 1.ª | N-1970        | 19            | 1   | -  | -  | -  | -  | 19  | 1   |    |
| 1.ª | M-1971        | 26            | 0   | -  | -  | 4  | 0  | 30  | 0   |    |
| 1.ª | N-1971        | 10            | 1   | -  | -  | -  | -  | 10  | 1   |    |
| 1.ª | M-1972        | 27            | 3   | -  | -  | -  | -  | 27  | 3   |    |
| 1.ª | N-1972        | 11            | 2   | -  | -  | -  | -  | 11  | 2   |    |
| 1.ª | M-1973        | 29            | 2   | -  | -  | -  | -  | 29  | 2   |    |
| 1.ª | N-1973        | 15            | 1   | -  | -  | -  | -  | 15  | 1   |    |
| 1.ª | M-1974        | 22            | 1   | -  | -  | -  | -  | 22  | 1   |    |
| 1.ª | N-1974        | 24            | 0   | -  | -  | -  | -  | 24  | 0   |    |
| 1.ª | M-1975        | 17            | 0   | -  | -  | -  | -  | 17  | 0   |    |
| Total club | Total club    | 281           | 17  | 10 | 0  | 11 | 0  | 302 | 17  |    |
| Tigres · México |               |               |     |    |    |    |    |     |     |    |
| 1.ª | 1975-76       | 35            | 0   | -  | -  | -  | -  | 35  | 0   |    |
| Total club | Total club    | 35            | 0   | 0  | 0  | 0  | 0  | 35  | 0   |    |
| Rosario Central Argentina |               |               |     |    |    |    |    |     |     |    |
| 1.ª | N-1976        | 9             | 2   | -  | -  | -  | -  | 9   | 2   |    |
| Total club | Total club    | 9             | 2   | 0  | 0  | 0  | 0  | 9   | 2   |    |
| Total carrera | Total carrera | Total carrera | 437 | 20 | 10 | 0  | 11 | 0   | 458 | 20 |
| (1) Incluye datos de la Copa Argentina (1969). (2) Incluye datos de la Copa Libertadores (1970, 1971). (2) No incluye goles en partidos amistosos. |               |               |     |    |    |    |    |     |     |    |

## Palmarés

### Campeonatos nacionales
| Título           | Club         | País      | Año     |
| ---------------- | ------------ | --------- | ------- |
| Primera División | Boca Juniors | Argentina | N-1969  |
| Copa Argentina   | Boca Juniors | Argentina | 1969    |
| Primera División | Boca Juniors | Argentina | N-1970  |
| Copa México      | Tigres UANL  | México    | 1975-76 |

## Estadísticas

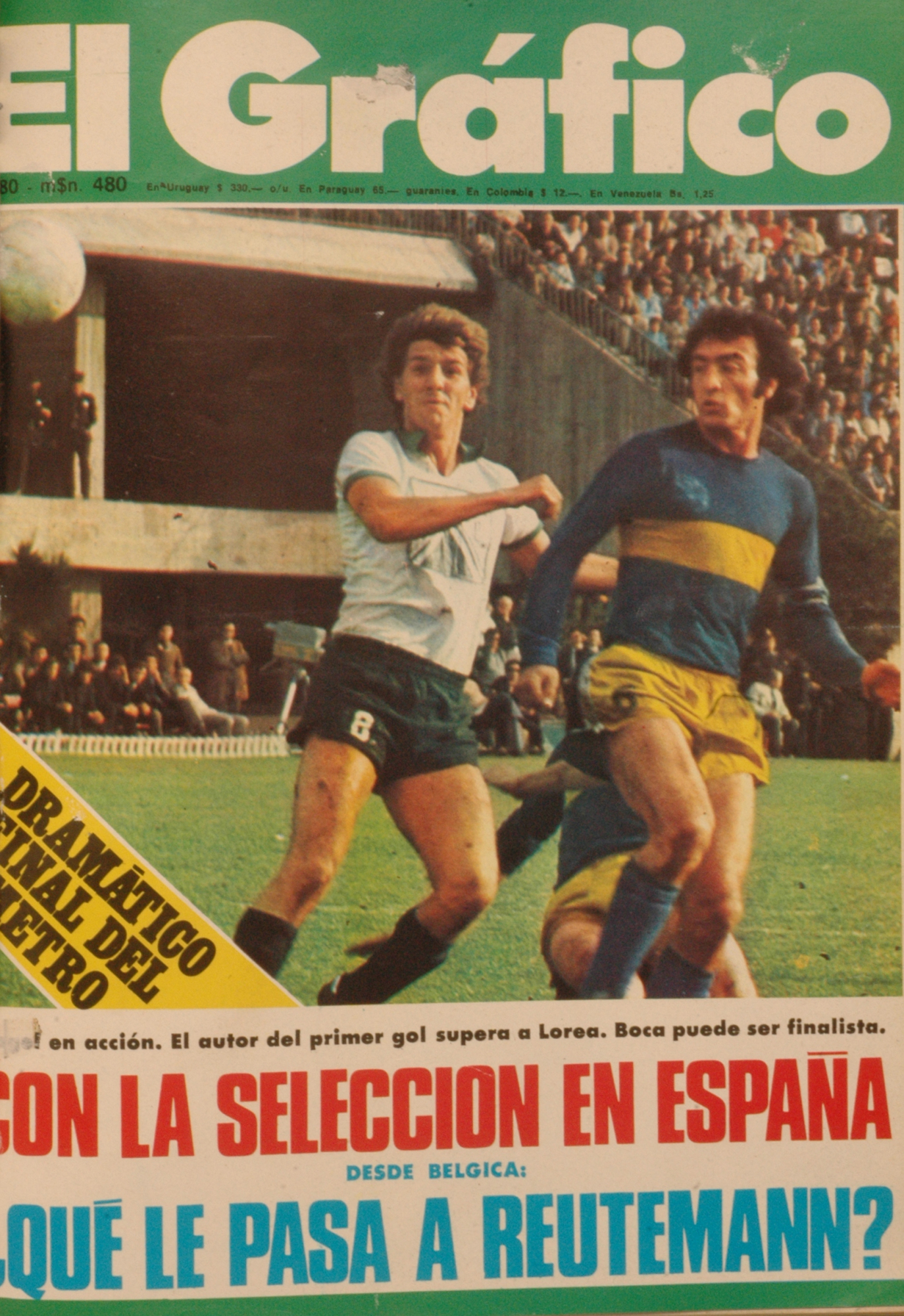
Rogel (Boca) en 1974.

- Porcentajes de puntos logrados - Directores Técnicos del Fútbol Argentino, la publicación del Diario Deportivo “Ole”.

- Primera División “A”.

205 partidos: ganó 85 empató 71 perdió 49 53%.
- Primera división B “B Nacional”

123 partidos: ganó 72 empató 29 perdió 13 67%.

## Curiosidades
- En 1991/1992 dirigidos por el Sr. Roberto Rogel, el club Vélez Sarsfield clasificó para la liguilla prelibertadores, al lograr 3° puesto de Primera “A”, con la delantera más goleadora del campeonato y el goleador del torneo jugador Esteban González, haciendo debutar a los jugadores:Christian Gustavo Bassedas, José Oscar Flores, Mauricio Pellegrino, Roberto Fabián Pompei.

- En su trayectoria dirigió jugadores de jerarquía internacional, que vistieron la camiseta Argentina: Ruggeri, Alonso, Bianchi, Pumpido, Gareca, Rinaldi, Insua, Ischia, Fillol, etc.

- En 1999/2000 Deportivo Español Primera 'A', mantuvo la categoría con jugadores en su mayoría de divisiones inferiores.

- Trabajaron como Técnico Alterno del Sr. Rogel los actuales Técnicos: Julio Falcioni y Gustavo Alfaro y Abel Moralejo (Ecuador / Guatemala).